# Никлас Вајланд
Никлас Вајланд (Хановер, 22. јул 1972) је немачки фудбалер на позицији десног везног играча. Заједно са братом Денисом игра у 1. FSV Mainz 05.

## Каријера
- 0000-1987 SV Germania Grasdorf
- 1987-1994 Hannoverscher SV 96
- 1994-1995 FC St. Pauli 1910
- 1995-1997 Hannoverscher SV 96
- 1997-1998 SC Rot-Weiß Oberhausen
- 1998-2001 Berliner Tennis Club Borussia
- 2001-2007 1. FSV Mainz 05

## Утакмице и голови
1. бундеслига:
- 030 (05) за 1. FSV Mainz 05

2. бундеслига:
- 093 (15) за Hannoverscher SV 96
- 002 (00) за FC St. Pauli 1910
- 030 (00) за Berliner Tennis Club Borussia
- 063 (08) за 1. FSV Mainz 05
- 188 (23) укупно

Регионална лига:
- 019 (05) за Hannoverscher SV 96
- 027 (03) за SC Rot-Weiß Oberhausen
- 023 (00) за Berliner Tennis Club Borussia
- 069 (08) укупно

Оберлига:
- 002 (00) за Berliner Tennis Club Borussia

Покал:
- 008 (03) за Hannoverscher SV 96
- 001 (00) за SC Rot-Weiß Oberhausen
- 002 (00) за Berliner Tennis Club Borussia
- 002 (01) за 1. FSV Mainz 05
- 013 (04) укупно

Куп УЕФА:
- 001 (00) за 1. FSV Mainz 05

## Успеси
- Прелазак у бундеслигу 2004. са 1. FSV Mainz 05